# Rogério Gouveia Ferreira
Rogério Gouveia Ferreira foi um Governador Civil de Faro entre 4 de Janeiro e 11 de Dezembro de 1936.